# Bruce Karsh
Bruce Allen Karsh, född 10 oktober 1955, är en amerikansk företagsledare som är medgrundare, medordförande och CIO för den multinationella fondförvaltaren Oaktree Capital Management. Han har tidigare arbetat som tjänsteman för domare Anthony Kennedy, jurist för advokatbyrån O'Melveny & Myers, assistent till företagsledaren Eli Broad och slutligen rekryterad av Howard Marks på TCW Group om att arbeta med skuldinvesteringar.
Den amerikanska ekonomitidskriften Forbes rankar Karsh till att vara världens 1 134:e rikaste med en förmögenhet på $2,1 miljarder för den 24 maj 2019.
Han avlade en kandidatexamen i nationalekonomi vid Duke University och en juris doktor vid University of Virginia School of Law.